# Mordella pauli holtzei
Mordella pauli holtzei es una subespecie de coleóptero de la familia Mordellidae.

## Distribución geográfica
Habita en Paraguay.